# گوسینویه
گوسینویه (به لاتین: Gusinoye) یک منطقهٔ مسکونی در روسیه است که در استان آستراخان واقع شده‌است.